# Cosmiocryptus eugrammus
Cosmiocryptus eugrammus är en stekelart som beskrevs av Porter 1986. Cosmiocryptus eugrammus ingår i släktet Cosmiocryptus och familjen brokparasitsteklar. Inga underarter finns listade i Catalogue of Life.